# 6-Stunden-Rennen von Spa-Francorchamps 2025

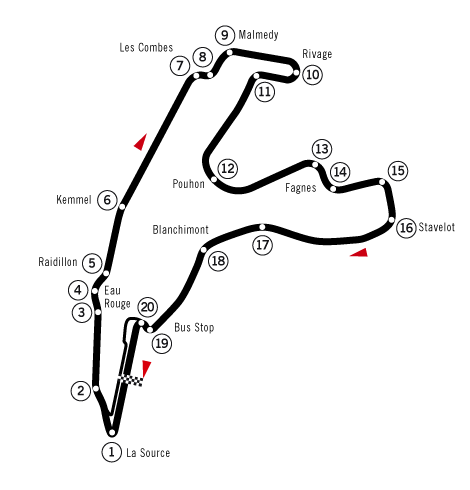
Streckenlayout des Circuit de Spa-Francorchamps

Das 14. 6-Stunden-Rennen von Spa-Francorchamps, auch 2025 TotalEnergies 6 Hours of Spa-Francorchamps, fand am 10. Mai 2024 auf dem Circuit de Spa-Francorchamps statt und war der dritte Wertungslauf der FIA-Langstrecken-Weltmeisterschaft dieses Jahres.

## Das Rennen
Obwohl das Rennen mit dem dritten Ferrari-Gesamtsieg in Folge endete, waren die drei Ferrari 499P bei weitem nicht so dominant wie im Vorfeld befürchtet. Eine ernsthafte Konkurrenz erhielten die drei Fahrzeuge in der Anfangsphase durch Frédéric Makowiecki, der nach seinem Weggang von Porsche 2025 einen Alpine A424 fuhr. Makowiecki hatte einen starken ersten Stint (Fahrzeit zwischen zwei Boxenstopps) und lag lange Zeit an der zweiten Stelle der Gesamtwertung. Philip Hanson im 499P mit der Startnummer 83 geriet bei einem Überholversuch gegen den Alpine von Makowiecki ins Kiesbett und beschädigte dabei den Unterboden des Wagens. Später im Rennen musste das Team den 499P nach einem Turboladerschaden lange reparieren. Ohne technische Probleme kamen die beiden Ferrari-Werkswagen durchs Rennen.
Drei Safety-Car-Phasen beeinflussten den Rennverlauf. Die erste, nach einer Fahrzeit von einer Stunde und 30 Minuten, brachte keine nennenswerten Veränderungen. Makowiecki, der nach einem sehenswerten Überholmanöver außen vorbei an James Calado in der Eau Rouge Zweiter war, konnte den an der Spitze fahrenden Antonio Fuoco aber nie einholen. Nach dem ersten Fahrerwechsel lag Jules Gounon, der den Alpine von Makowiecki übernommen hatte, in Führung, da die Signatech-Boxenmannschaft schneller arbeitete als die Ferrari-Mechaniker. Die dritte und letzte Safety-Car-Phase drehte das Klassement wieder um, da diesmal beide Ferrari schneller als der Makowiecki/Gounon/Schumacher-Alpine in den Boxen abgefertigt wurden.
Perfekte Rennstrategie brachte den Toyota GR010 Hybrid von Sébastien Buemi, Brendon Hartley und Ryō Hirakawa an die vierte Stelle des Schlussklassements. Von der Balance of Performance hart getroffen waren die Toyota, die mit Abstand schwersten Hypercars im Feld mit dem schlechtesten Leistungsgewicht. Zwischenzeitlich lag Buemi sogar in Führung. Der zweite Toyota verlor eine mögliche Podiumsplatzierung, nachdem ein später Tankstopp notwendig war. Kein Rennglück hatten die zu Beginn gut platzierten Peugeot 9X8 2024. Die Startnummer 93 hatte die falsche Rennstrategie und der 9X8 2024 von Loïc Duval/Malthe Jakobsen/Stoffel Vandoorne nach einer Kollision einen Aufhängungsschaden.
Bei Porsche Penske Motorsport ersetzten Pascal Wehrlein (der sein erstes Langstrecken-Weltmeisterschaftsrennen fuhr) und Nico Müller Matt Campbel und Mathieu Jaminet, die beim am selben Wochenende ausgetragenen 2:40-Stunden-Rennen von Laguna Seca am Start waren und dieses gewannen. Auch BMW-Pilot Dries Vanthoor war dort engagiert, sodass seine Teamkollegen Kevin Magnussen und Raffaele Marciello ihren BMW M Hybrid V8 ohne ihn fahren mussten.

## Ergebnisse

### Schlussklassement
| 1           | LMH   | 51  | Ferrari AF Corse          | James Calado Antonio Giovinazzi Alessandro Pier Guidi | Ferrari 499P                     | 150 |
| 2           | LMH   | 50  | Ferrari AF Corse          | Antonio Fuoco Miguel Molina Nicklas Nielsen           | Ferrari 499P                     | 150 |
| 3           | LMH   | 36  | Alpine Endurance Team     | Jules Gounon Frédéric Makowiecki Mick Schumacher      | Alpine A424                      | 150 |
| 4           | LMH   | 8   | Toyota Gazoo Racing       | Sébastien Buemi Brendon Hartley Ryō Hirakawa          | Toyota GR010 Hybrid              | 150 |
| 5           | LMH   | 12  | Cadillac Hertz Team Jota  | Alex Lynn Norman Nato Will Stevens                    | Cadillac V-Series.R              | 150 |
| 6           | LMH   | 38  | Cadillac Hertz Team Jota  | Earl Bamber Sébastien Bourdais Jenson Button          | Cadillac V-Series.R              | 150 |
| 7           | LMH   | 7   | Toyota Gazoo Racing       | Mike Conway Kamui Kobayashi Nyck de Vries             | Toyota GR010 Hybrid              | 150 |
| 8           | LMH   | 35  | Alpine Endurance Team     | Paul-Loup Chatin Ferdinand Habsburg Charles Milesi    | Alpine A424                      | 150 |
| 9           | LMH   | 6   | Porsche Penske Motorsport | Pascal Wehrlein Kévin Estre Laurens Vanthoor          | Porsche 963                      | 150 |
| 10          | LMH   | 15  | BMW M Team WRT            | Kevin Magnussen Raffaele Marciello                    | BMW M Hybrid V8                  | 150 |
| 11          | LMH   | 93  | Peugeot TotalEnergies     | Mikkel Jensen Paul di Resta Jean-Éric Vergne          | Peugeot 9X8 2024                 | 150 |
| 12          | LMH   | 5   | Porsche Penske Motorsport | Julien Andlauer Michael Christensen Nico Müller       | Porsche 963                      | 150 |
| 13          | LMH   | 007 | Aston Martin THOR Team    | Tom Gamble Harry Tincknell                            | Aston Martin Valkyrie AMR-LMH    | 150 |
| 14          | LMH   | 009 | Aston Martin THOR Team    | Alex Riberas Marco Sørensen                           | Aston Martin Valkyrie AMR-LMH    | 149 |
| 15          | LMGT3 | 21  | Vista AF Corse            | François Hériau Simon Mann Alessio Rovera             | Ferrari 296 GT3                  | 137 |
| 16          | LMGT3 | 88  | Proton Competition        | Stefano Gattuso Giammarco Levorato Dennis Olsen       | Ford Mustang GT3                 | 137 |
| 17          | LMGT3 | 54  | Vista AF Corse            | Francesco Castellacci Thomas Flohr Davide Rigon       | Ferrari 296 GT3                  | 137 |
| 18          | LMGT3 | 77  | Proton Competition        | Ben Barker Bernardo Sousa Ben Tuck                    | Ford Mustang GT3                 | 137 |
| 19          | LMGT3 | 27  | Heart of Racing Team      | Mattia Drudi Ian James Zacharie Robichon              | Aston Martin Vantage AMR GT3 Evo | 136 |
| 20          | LMGT3 | 10  | Racing Spirit of Léman    | Eduardo Barrichello Derek DeBoer Valentin Hasse-Clot  | Aston Martin Vantage AMR GT3 Evo | 136 |
| 21          | LMGT3 | 92  | Manthey 1st Phorm         | Ryan Hardwick Richard Lietz Riccardo Pera             | Porsche 911 GT3 R LMGT3          | 136 |
| 22          | LMGT3 | 78  | Akkodis ASP Team          | Yūichi Nakayama Finn Gehrsitz Arnold Robin            | Lexus RC F GT3                   | 136 |
| 23          | LMGT3 | 46  | Team WRT                  | Ahmad Al Harthy Valentino Rossi Kelvin van der Linde  | BMW M4 GT3                       | 136 |
| 24          | LMGT3 | 85  | Iron Dames                | Rahel Frey Michelle Gatting Célia Martin              | Porsche 911 GT3 R LMGT3          | 136 |
| 25          | LMGT3 | 61  | Iron Lynx                 | Lin Hodenius Maxime Martin Martin Berry               | Mercedes-AMG GT3 Evo             | 136 |
| 26          | LMGT3 | 60  | Iron Lynx                 | Matteo Cairoli Brenton Grove Stephen Grove            | Mercedes-AMG GT3 Evo             | 136 |
| 27          | LMGT3 | 33  | TF Sport                  | Jonny Edgar Daniel Juncadella Ben Keating             | Chevrolet Corvette Z06 GT3.R     | 136 |
| 28          | LMGT3 | 81  | TF Sport                  | Rui Andrade Charlie Eastwood Tom van Rompuy           | Chevrolet Corvette Z06 GT3.R     | 136 |
| 29          | LMGT3 | 59  | United Autosports         | Sébastien Baud James Cottingham Grégoire Saucy        | McLaren 720S GT3 Evo             | 133 |
| 30          | LMH   | 83  | AF Corse                  | Philip Hanson Robert Kubica Ye Yifei                  | Ferrari 499P                     | 111 |
| Ausgefallen |       |     |                           |                                                       |                                  |     |
| 31          | LMH   | 20  | BMW M Team WRT            | Robin Frijns René Rast                                | BMW M Hybrid V8                  | 132 |
| 32          | LMH   | 94  | Peugeot TotalEnergies     | Loïc Duval Malthe Jakobsen Stoffel Vandoorne          | Peugeot 9X8 2024                 | 132 |
| 33          | LMGT3 | 95  | United Autosports         | Sean Gelael Darren Leung Marino Satō                  | McLaren 720S GT3 Evo             | 68  |
| 34          | LMGT3 | 87  | Akkodis ASP Team          | José María López Clemens Schmid Răzvan Umbrărescu     | Lexus RC F GT3                   | 29  |
| 35          | LMGT3 | 31  | The Bend Team WRT         | ---- Timur Boguslavskiy Augusto Farfus Yasser Shahin  | BMW M4 GT3                       | 29  |
| 36          | LMH   | 99  | Proton Competition        | Neel Jani Nico Pino Nicolás Varrone                   | Porsche 963                      | 22  |

### Nur in der Meldeliste
Zu diesem Rennen sind keine weiteren Meldungen bekannt.

### Klassensieger
| Klasse | Fahrer          | Fahrer             | Fahrer                | Fahrzeug        | Platzierung im Gesamtklassement |
| ------ | --------------- | ------------------ | --------------------- | --------------- | ------------------------------- |
| LMH    | James Calado    | Antonio Giovinazzi | Alessandro Pier Guidi | Ferrari 499P    | Gesamtsieg                      |
| LMGT3  | François Hériau | Simon Mann         | Alessio Rovera        | Ferrari 296 GT3 | Rang 15                         |

### Hypercar-Balance-of-Performance
| Fahrzeug                            | Mindestgewicht | Max. Leistung | Max. Energiemenge pro Stint | Leistungsänderung ab 250 km/h | Hybridboost ab | Handicap Nachtanken |
| ----------------------------------- | -------------- | ------------- | --------------------------- | ----------------------------- | -------------- | ------------------- |
| Cadillac V-Series.R (LMDh)          | 1042 kg (+ 1)  | 501 kW (- 9)  | 906 Megajoule (- 1)         | + 3,8 % (+ 6,4)               | –              | 1 Sekunde           |
| Ferrari 499P (LMH)                  | 1057 kg (+ 12) | 489 kW (- 19) | 897 Megajoule (- 3)         | + 3,7 % (+ 5,5)               | 190 km/h       | 1,2 Sekunden        |
| Peugeot 9X8 2024 (LMH)              | 1030 kg        | 520 kW        | 902 Megajoule (- 1)         | - 3,7 % (+ 1,7)               | 190 km/h       | 1,2 Sekunden        |
| Porsche 963 (LMDh)                  | 1055 kg (+ 2)  | 494 kW (- 9)  | 905 Megajoule (+ 1)         | + 3,4 % (+ 2,2)               | –              | 1 Sekunde           |
| Toyota GR010 Hybrid (LMH)           | 1069 kg (+ 4)  | 480 kW (- 20) | 905 Megajoule (- 2)         | + 8,3 % (+ 4,9)               | 190 km/h       | 1,2 Sekunden        |
| BMW M Hybrid V8 (LMDh)              | 1049 kg (+ 7)  | 503 kW (- 10) | 907 Megajoule               | + 1,2 % (+ 3,6)               | –              | 1 Sekunde           |
| Alpine A424 (LMDh)                  | 1043 kg (+ 1)  | 520 kW (+ 1)  | 905 Megajoule (- 5)         | - 4,4 % (- 1,6)               | –              | 1 Sekunde           |
| Aston Martin Valkyrie AMR-LMH (LMH) | 1035 kg (- 16) | 520 kW (+ 15) | 908 Megajoule (+ 8)         | - 2,7 % (- 2,3)               | –              | –                   |

### Renndaten
- Gemeldet: 36
- Gestartet: 36
- Gewertet: 30
- Rennklassen: 2
- Zuschauer: unbekannt
- Wetter am Rennwochenende: kühl und trocken
- Streckenlänge: 7,004 km
- Fahrzeit des Siegerteams: 6:01:07,299 Stunden
- Runden des Siegerteams: 150
- Distanz des Siegerteams: 1050,600 km
- Siegerschnitt: unbekannt
- Pole Position: Antonio Fuoco – Ferrari 499P (#50) – 1:59,617 = 201,800 km/h
- Schnellste Rennrunde: unbekannt
- Rennserie: 3. Lauf zur FIA-Langstrecken-Weltmeisterschaft 2025